# ジュリア・モラド
ジュリア・メリッサ・モラド＝デ・グズマン（英語: Julia Melissa Morado-De Guzman、1995年5月10日 - ）は、フィリピンの女子バレーボール選手である。ジア（Jia）やジア・デ・グズマンとしても知られる。

## 来歴
フィリピン・パラニャーケ出身。11歳からバレーボールを始めた。
2015年よりフィリピン代表。2017年、フィリピンのプレミア・バレーボール・リーグに所属するクリームライン・クール・スマッシャーズ (en) に入団。同リーグで多くの表彰を得た。
2023年、V.LEAGUE DIVISION1 WOMEN（V1女子）に所属するデンソーエアリービーズに移籍した。
2025年4月、2024-25シーズン限りでの退団が発表された。

## 人物
- 実業家の男性と6年の交際を経て2021年11月11日に結婚。夫は同年同日に同じ病院で生まれたアテネオ・デ・マニラ大学の同級生[5][6]。

## 球歴
- フィリピン代表
  - AVCカップ - 2018年 (en) 、2022年
  - アジア競技大会 - 2018年
- U23フィリピン代表
  - アジアU-23選手権 - 2015年

## 所属チーム
- クリームライン・クール・スマッシャーズ (en) （2017-2023年）
- デンソーエアリービーズ（2023-2025年）

## 受賞歴
- 2017年 - フィリピン・プレミア・バレーボール・リーグ オープン・カンファレンス (en)  ベストセッター賞
- 2018年 - フィリピン・プレミア・バレーボール・リーグ
  - リインフォースト・カンファレンス (en)  ベストセッター賞、ファイナルMVP
  - オープン・カンファレンス (en)  ベストセッター賞、ファイナルMVP
- 2019年 - フィリピン・プレミア・バレーボール・リーグ
  - リインフォースト・カンファレンス (en)  ベストセッター賞
  - オープン・カンファレンス (en)  ベストセッター賞、ファイナルMVP
- 2021年 - フィリピン・プレミア・バレーボール・リーグ オープン・カンファレンス (en)  ベストセッター賞
- 2022年 - フィリピン・プレミア・バレーボール・リーグ リインフォースト・カンファレンス (en)  ベストセッター賞
- 2023年 - フィリピン・プレミア・バレーボール・リーグ オールフィリピノ・カンファレンス (en)  ベストセッター賞、ファイナルMVP